# 乌阿匝
乌阿匝（1890年—1956年5月23日），德昂族，云南瑞丽人，上座部佛教高僧。

## 生平
1890年，乌阿匝生于勐卯雷闷村（今属勐秀乡），20岁入弄喊寨奘寺为僧，初为沙弥，后升为二佛爷。1925年到勐卯城南门奘寺当大佛爷（住持）。乌阿匝精通佛法，佛学造诣颇深，在瑞丽宗教界有很高威望，是勐卯土司的座上宾。1950年中国人民解放军进驻瑞丽，受中国共产党的宗教政策触动，逢人便说“共产党的政策好”，并将毛泽东画像挂在佛寺中，称“把毛主席像挂在奘寺里，让毛主席的灵光也普照奘寺”。后多次被选为瑞丽县人大代表，当选首届瑞丽县政协副主席，参与政务活动。1956年，担任云南省佛教参观团副团长，赴北京参观，归程途中访问杭州时，因患严重败血症、大叶性肺炎等疾病，于5月23日在灵隐寺圆寂。中华人民共和国总理周恩来、中国佛教协会会长喜饶嘉错等发来唁电，5月28日举行追悼大会，由浙江省人民委员会秘书长彭瑞林主祭，时任德宏州副州长、勐卯末代土司衎景泰专程赶赴杭州吊丧。6月26日将骨灰运回瑞丽，县长刀安年再次举行追悼大会，在弄安佛塔举行为期五天“拉龙纪”大摆，以寄托对高僧的哀思。大摆结束后，将骨灰安葬于南门奘寺后。:743-744